# كعك العنبر

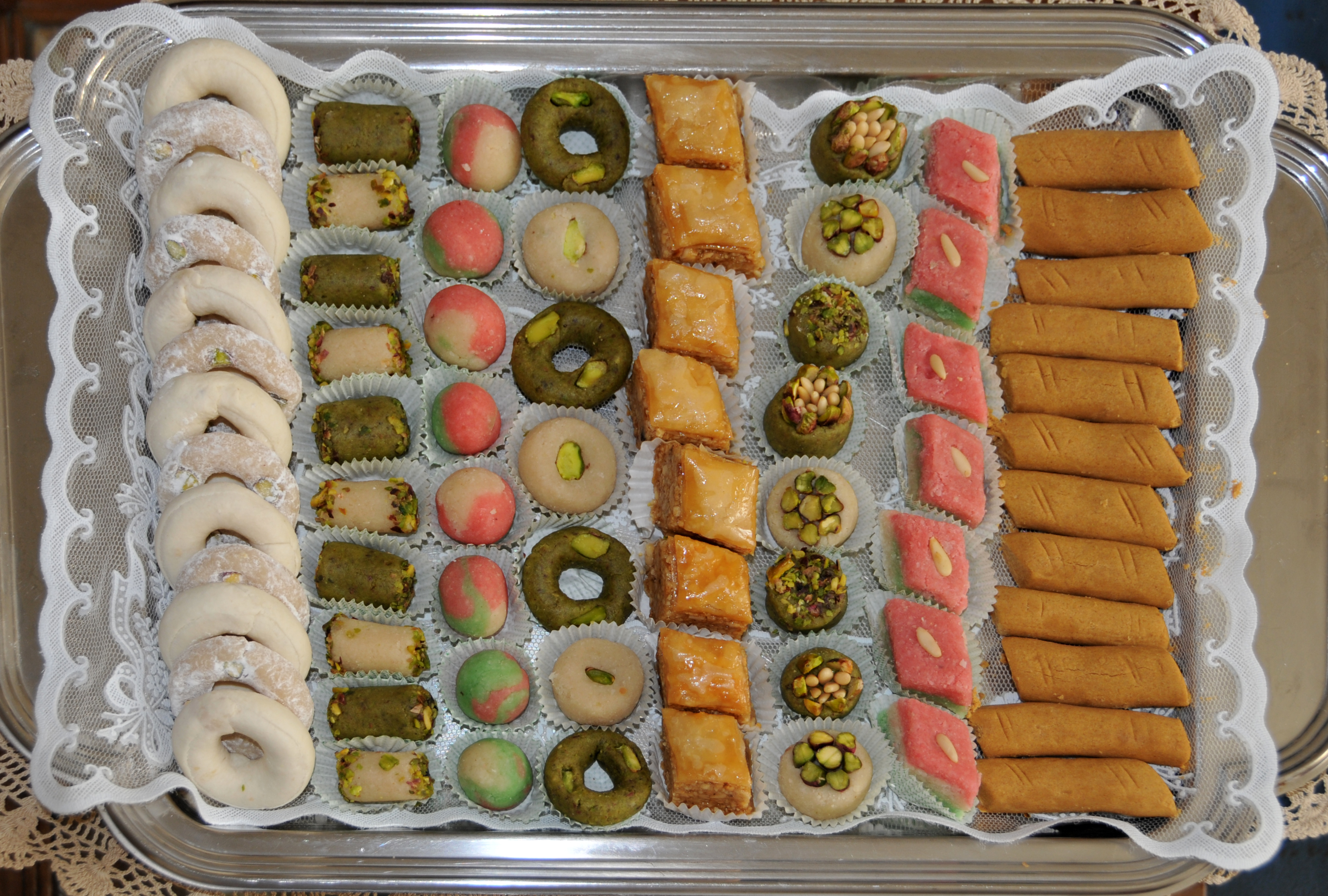
طبق حلويات تونسية، يحتوي على كعك العنبر (العمود الأول من اليسار: الكعك الذي يحتوي على فستق)

كَعْك العَنْبَر نوع من الحلويات التونسية، يُصنع من اللوز المرحي السكر البيض الفستق وقطرات من العنبر. يكون شكل هذه الحلويات عادةً مدوّر.